# A Mili

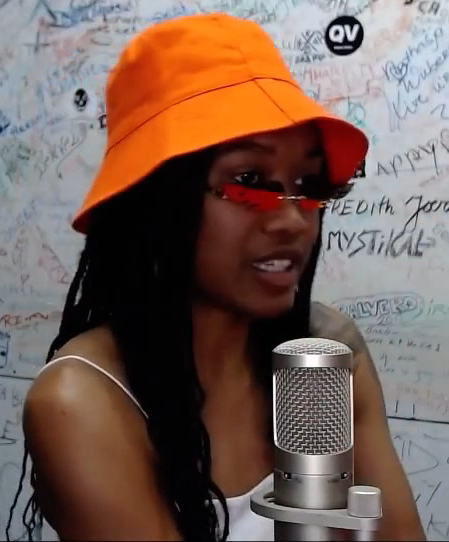
A Mili, 2022

A Mili, Künstlername von Milaisa Breeveld (* 10. Juli 1990 in Paramaribo), ist eine surinamische Sängerin. In Suriname erreichten zwei ihrer Singles die Charts, Omin lobi (2014) und Geblinddoekt (2015). Danach zog sie in die Niederlande und gewann 2018 den ersten Preis beim Open Podium Twente und später im selben Jahr den Publikumspreis von Popronde im Melkweg in Amsterdam. Mit dem Lied Birth of a New Age trat A Mili beim Eurovision Song Contest 2021 mit dem Sänger Jeangu Macrooy für die Niederlande an.

## Biografie

### Kindheit
Milaisa Breeveld wurde 1990 in Paramaribo geboren und ist eine Tochter des Professors für Politikwissenschaft Hans Breeveld. Auch andere Familienmitglieder sind bekannte Surinamer, wie ihre Tante Lucia (Pastor) und Onkel Borger (Schauspieler und Filmemacher), Carl (Theologe und Politiker) und Clarence (Sänger und Gitarrist).
Sie singt seit ihrem vierten Lebensjahr, sowohl allein als auch mit ihrem Vater mit Spirituals oder Blues. Unter seinem Einfluss begann sie ein Studium der Betriebswirtschaftslehre an der Universität von Suriname. Ihm zufolge war Musik nicht das beste Pferd, auf das man wetten konnte, und so folgte sie seinem Kredo: Stabilität, Glück und Weisheit.

### Anfang Musikkarriere
In der Zwischenzeit trat sie mit verschiedenen Künstlern auf und ging 2012 für das zweiwöchige Musikaustauschprojekt Artist On The Rise in die Niederlande, zusammen mit Reggae-Sänger Jahsenye (Vernon Delano) und MC Olu Abena. Dort hörte sie zum ersten Mal das Wort „Konservatorium“ und als sie ihrem Vater davon erzählte, sagte er: „Hier gibt es auch eines“. Sie beschloss ihrem Herzen zu folgen, indem sie ihr Studium der Betriebswirtschaftslehre unterbrach und am Konservatorium von Suriname im Hauptfach Gesang begann.
2013 schrieb und sang sie mit Enver Panka und Garry Payton das Werbelied der Wahlen des nationalen Jugendparlaments. Während dieser Zeit spielte sie auch in einer Band, machte Jingles und veröffentlichte einige Hits, die die Charts erreichten: Omin lobi (2014) und Geblinddoekt (2015).
Während einer Tournee wurde sie vom Dancehall-Künstler Turbulence A Mili genannt. Weil sie als Breeveld über ihren Nachnamen wachen musste und als A Mili das Gefühl hat, sie selbst sein zu können auf der Bühne, entschied sie sich unter diesem Künstlernamen fortzufahren. Als Abkürzung ihres Vornamens wurde sie davor auch Mili genannt. In Sranantongo bedeutet dies „tausend“, von denen sie immer sagte: „Wenn ich komme, komme ich wie tausend Männer“.

### Fortsetzung in den Niederlanden
Mitte 2015 entschloss sie sich, in die Niederlande zu ziehen, und wurde an der Popakademie in Enschede zugelassen. Zur gleichen Zeit wanderte Jeangu Macrooy von Suriname nach Enschede. Hier interagierten sie musikalisch.
2016 belegte sie den dritten Platz beim Open Podium Twente und im Mai 2018 nahm sie erneut an dieser Talentshow teil. Diesmal gewann sie den ersten Preis und erfüllte sich einen ihrer Träume. In diesem Jahr gelang es ihr auch, während des Booster Festivals, eines der wichtigsten Showcase-Festivals im Osten der Niederlande, vor einer vollbesetzten Halle aufzutreten. Anschließend gewann sie im November 2018 den Publikumspreis von Popronde im Melkweg in Amsterdam. Anfang 2019 veröffentlichte sie ihre erste Single in den Niederlanden mit dem Titel Alleen. Ihre zweite Single, Kom eraan, folgte im August zusammen mit Mr. Weazley.
Im Laufe der Jahre arbeitete sie weiter mit Jeangu Macrooy zusammen, zum Beispiel seit 2016 mit seinem Zwillingsbruder Xillan Macrooy, beide als Backgroundsänger. 2021 traten sie zu dritt zusammen mit dem Tänzer Gil The Grid beim Eurovision Song Contest im Rotterdam Ahoy auf. Sie traten mit dem Lied Birth of a New Age im Finale am 22. Mai an.